# 長栄海運

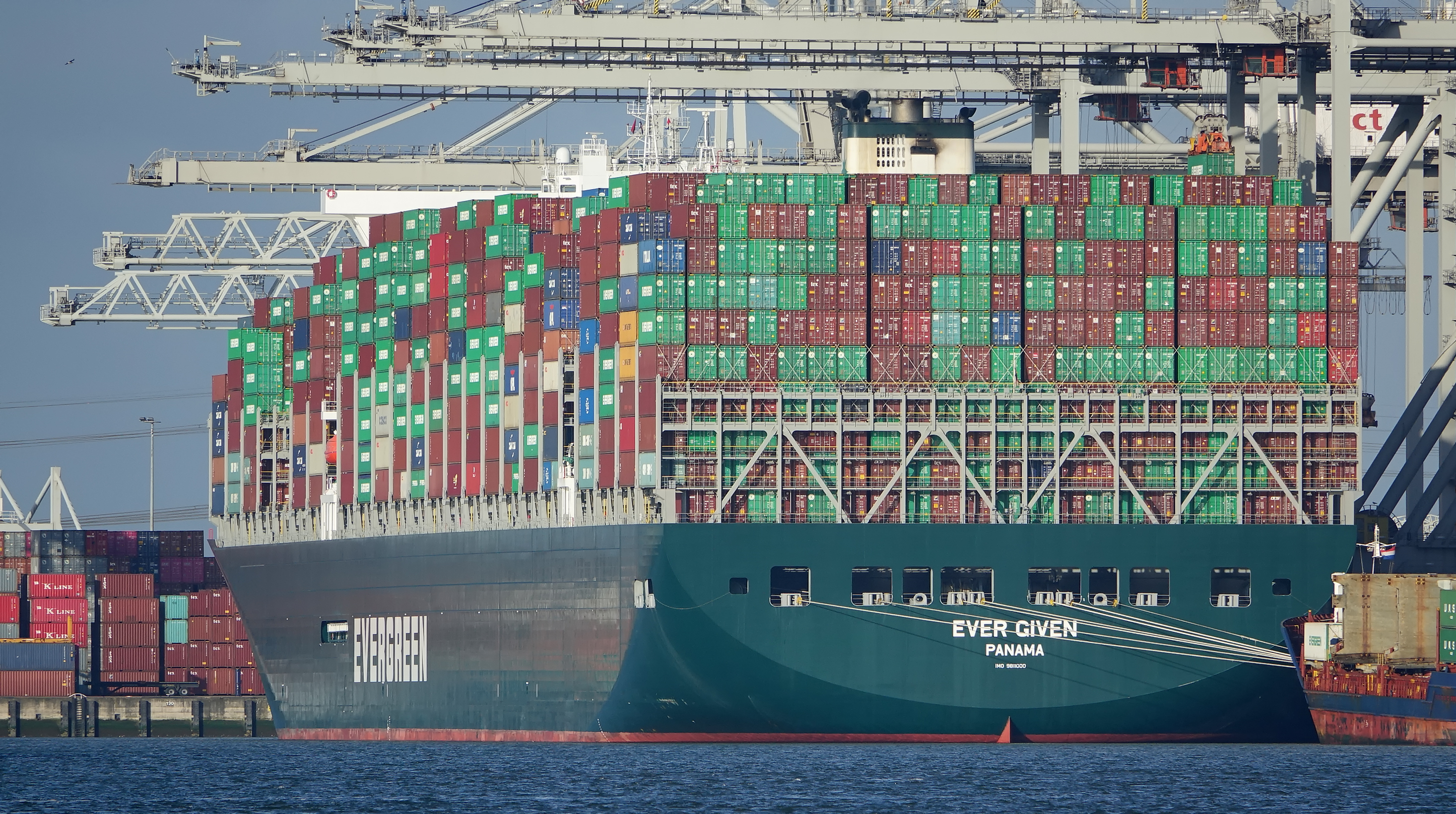
エバーグリーンのコンテナ船

長栄海運（ちょうえいかいうん、エバーグリーン・マリン、繁体字: 長榮海運、英語: Evergreen Marine Corporation）は台湾のコンテナ輸送運送会社・海運会社。エバー航空などの物流企業を所有するエバーグリーン・グループ（長栄集団）に属する。本社は台湾桃園県蘆竹郷。本部は台北市中山区民生東路二段166号にある。
200隻以上のコンテナ船を運航し、東アジアとアメリカ西海岸の間を中心に、世界80カ国以上の240以上の港へ運航させている。2014年1月の時点でマースクライン、MSC、CMA CGMに次ぐ世界第4位のコンテナ物流企業である。
長栄海運は海運業のほか、コンテナ製造や船舶の建造、港湾運営、不動産業なども営む。子会社には、台湾の海運会社ユニグローリー・マリン（立栄海運、Uniglory Marine Corp.）、英国子会社エバーグリーンUK（Evergreen UK Ltd.）、イタリアの海運会社イタリア・マリッティマ（Italia Marittima S.p.A.、旧ロイド・トリエスティーノ ）などがある。2007年には英国コンテナ船子会社のハツ・マリン（Hatsu Marine）、イタリア・マリッティマ、エバーグリーン・マリンの三社の路線を統合し単一の「エバーグリーン・ライン」（Evergreen Line）に改称した。
長栄海運のコンテナの大多数は緑色に塗られ、白地で「EVERGREEN」と書かれている。コンテナ船も同様に、緑色の船体に白地で「EVERGREEN」とある。冷凍コンテナは白地に緑色で「EVERGREEN」と書かれている。

## 創業者
創業者張栄発、日本名:長島發男（ながしまはつお、あだ名は生涯を通じて「發」を日本語読みした「Hatsu」）は、1927年に船員の三男として日本統治時代の台湾の台北州蘇澳庄（現在の宜蘭県蘇澳）で生まれ、南日本汽船株式会社で働きながら、夜間の台北商業実践学校を卒業後18歳で台北本社の船舶部に転勤し貨物船の事務員として働く。日本の敗戦で国民政府が日本船を接収したが、日本語しかできなかったため就職できず、独学で航海士の免許を取り、地元船会社で三等航海士として働き、後には一等航海士となり船長にまでなった。
1961年に共同出資者と船会社「新台海運公司」を設立し中古の貨物船1隻で起業後、台湾初の新造船を持つまでに成長させ、1965年には別の共同出資者と「中央海運公司」を設立するも丸紅を通じて購入したセントラル・トラスト号の不調がもとで揉め、同船とともに同社を離れて独立、丸紅の支援も得て、1968年9月1日に長栄海運を設立し、世界的な海運業者のひとつに成長させた。
1989年には台湾初の民間航空会社エバー（長栄）航空を立ち上げて航空業にも進出し、台湾最大手の運輸企業グループに育てあげた。2011年時点で個人資産16億米ドル（約1870億円）とされる。1985年には張栄発基金会を設立し、教育現場への『道徳月刊』無償配布をはじめ、医療・文化面での社会奉仕も続けた。政治にも関わり、2000年中華民国総統選挙では陳水扁を支持するも、2008年中華民国総統選挙では中国事業への配慮から中国国民党支持者に変わった。2011年の東日本大震災時には個人名義で10億円を寄付するなど、長年にわたって日台交流の促進にも寄与した。2012年春に旭日重光章を受章。2016年1月20日、88歳で死去した。

## 沿革
1968年に長栄海運設立後、翌1969年に2隻目を購入し中東航路に投入した。1970年代にはさらに船を購入し、東アジア・中米間航路に進出し、1974年にはアメリカ合衆国への航路を開設しニューヨークに事務所を置いた。
会社の転機となったのは1970年代のエネルギー危機であった。これにより海運市場が急速に縮小したのをきっかけに、長栄海運は在来船をコンテナ船に置き換える戦略をとった。1975年、東アジア・東南アジアと北アメリカの間でフルコンテナ船の定期航路を開設し、以後台湾のみならず世界的にも大手のコンテナ船会社となった。1984年にはコンテナ船では初となる世界一周路線も開設した。この路線は東向きおよび西向きの双方向で、アジア・ヨーロッパ・アメリカを結んだ。
他のコンテナ船会社の子会社化も進めた。1984年には台湾のユニグローリーを傘下に収め、2002年にはイギリスにハツマリンを設立し、1993年にはイタリアのロイド・トリエスティーノ（Lloyd Triestino, 1835年にトリエステで設立されたオーストリア・ロイド社を前身とし、2006年にはイタリア・マリッティマと改名した）を子会社とした。
2002年には61隻のコンテナ船を運航し、グループでは130隻で40万TEUの運送能力を有した。2008年には178隻のコンテナ船を運航している。2009年には世界経済危機の回復を見越してさらに100隻建造することを発表している。

## サービス

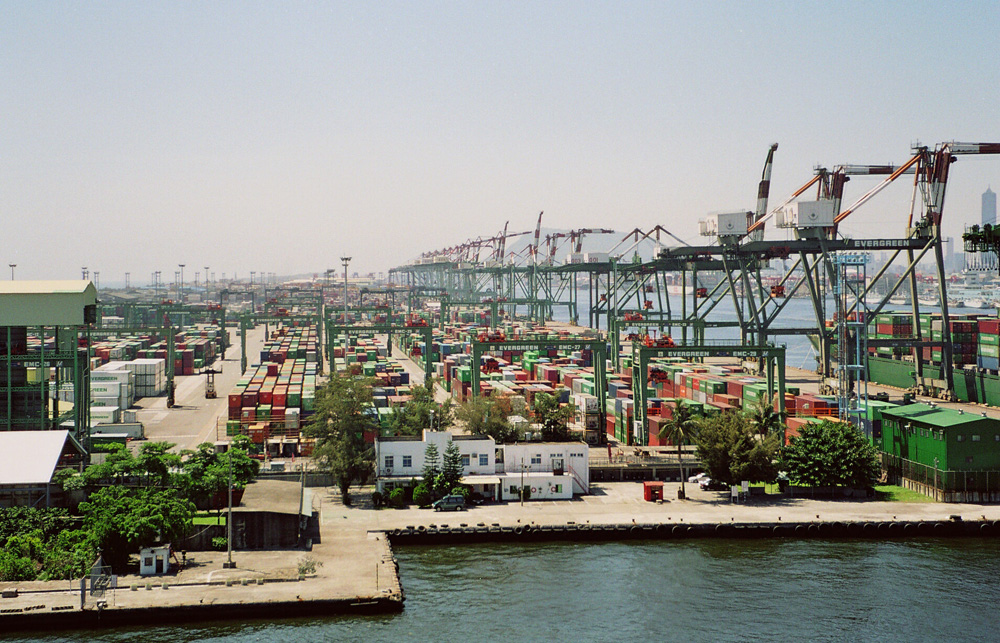
エバーグリーンの高雄港コンテナターミナル

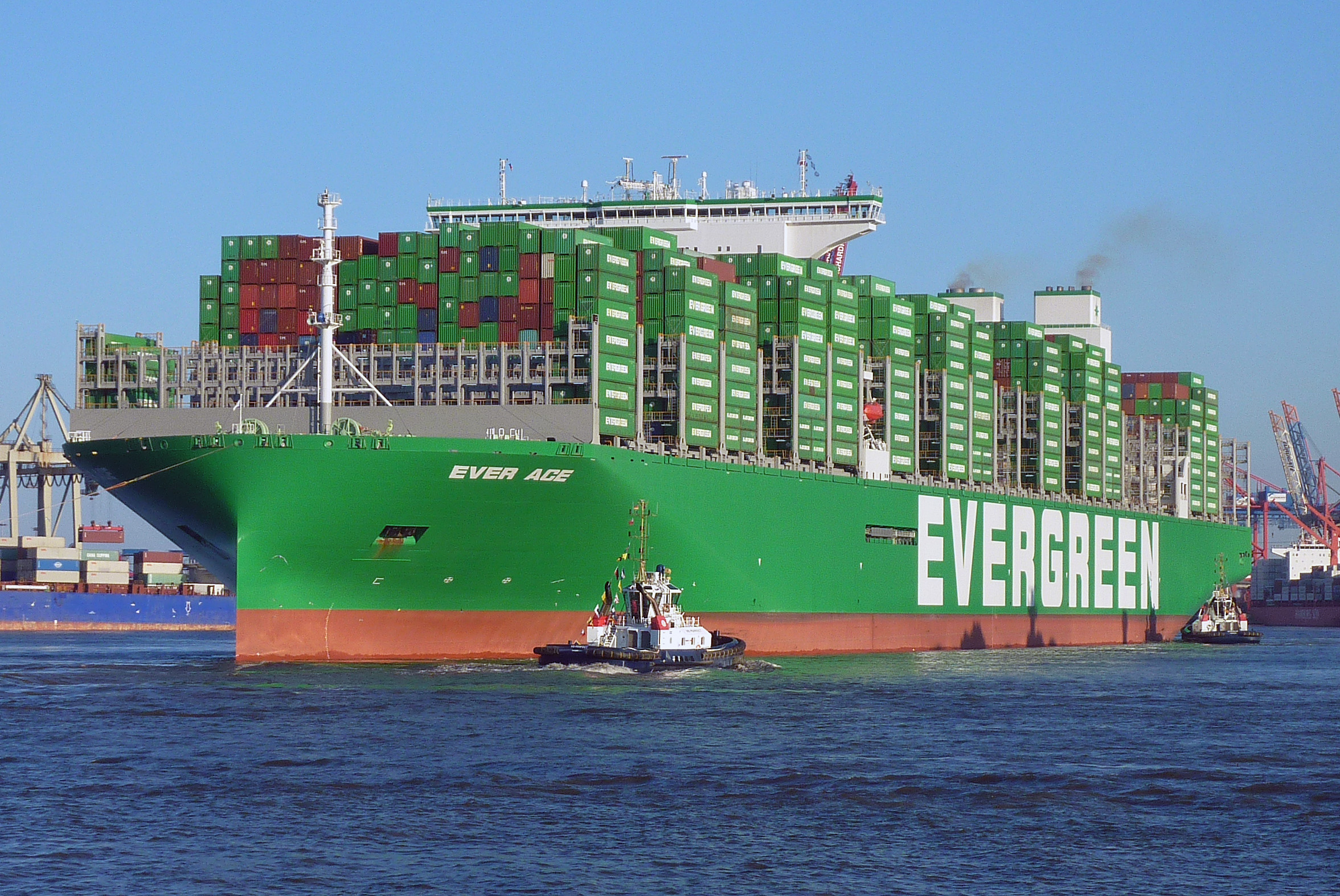
エバーグリーンのA級コンテナ船「エヴァー・エース」（2021年竣工、積載量23,992 TEU）

長栄海運の運航する航路は、大きく分けて5つのサービスを中心としている。
- 東アジアから北アメリカ/中央アメリカ
- 東アジアからヨーロッパ北部/地中海側
- ヨーロッパから北アメリカ (大西洋横断)
- 東アジアから南半球 (オセアニア、アフリカ、南アメリカ)
- アジア地域内

このうち最も運航が頻繁なのは東アジアと北アメリカ・中央アメリカを結ぶ路線であり、日本、台湾、中華人民共和国、大韓民国、の各港とアメリカ合衆国西海岸の港湾を大型コンテナ船で結んでいる。またパナマ運河を経由してカリブ海東部やアメリカ大西洋岸に向かう路線もある。
世界各国にコンテナターミナルを有するほか、コンテナ積替え用のハブ・ターミナルを4つ保有している。
- 台中コンテナターミナル（台中市、台湾）
- 高雄コンテナターミナル（高雄市、台湾）
- コロン・コンテナターミナル（コロン、パナマ）
- タラント・コンテナターミナル（タラント、イタリア）

## グループ企業
張栄発は長栄海運を設立して成功を収めた後、経営範囲を拡大し、エバー航空（長栄航空公司）、ユニー航空（ユニエアー、立榮航空公司、1995年に馬公航空公司を買収し改名した）、長栄国際公司、長栄国際儲運公司、長栄航太科技公司（航空機整備）、長栄保全公司、長栄空厨公司（機内食サービス）、長栄交響楽団、エバーグリーン・ローレルホテル（長栄桂冠酒店）などを設立した。